# Édouard Duveau
Pour les articles homonymes, voir Duveau.
Édouard Duveau, né le 18 avril 1839 à Saint-Malo et mort le 18 juin 1917 à Rouen, est un ingénieur civil français.

## Biographie
Édouard Duveau naît le 18 avril 1839 à Saint-Malo, de Adolphe Louis Duveau, horloger et d'Anne Marie Peynaud. Il a un frère, Adolphe Duveau (1837-1917).
Après un séjour en Sardaigne au début de sa carrière, il s'installe à Rouen.
Il se spécialise dans la construction d'usines et établissements industriels. Il construit également le collège de Normandie à Mont-Cauvaire, où Pierre Chirol fera construire quelques années plus tard une chapelle.
Il vit au no 29 rue de Fontenelle.
Il est membre de nombreuses sociétés savantes. Il est le vice-président puis le trésorier de la Société libre d'émulation de la Seine-Inférieure. Il sera également archiviste de la Société des architectes de la Seine-Inférieure et de l'Eure, qui attribuera après sa mort un prix à son nom. Membre des Amis des Monuments Rouennais, il en est le président de 1905 à 1907. Il est nommé en 1908 membre de la Commission départementale des Antiquités de la Seine-Inférieure.
Il meurt le 18 juin 1917  à son domicile au no 55 rue Saint-Patrice à Rouen et est inhumé au cimetière monumental de Rouen. Georges Dubosc réalise sa nécrologie dans le Journal de Rouen.

## Distinctions
- Officier d'académie

## Réalisations
- Collège de Normandie à Mont-Cauvaire

## Ses écrits
- Mémoire sur la résistance et la flexion des poutres de fonte, 1874
- À travers les vieilles rues de Rouen
- Notice sur la maison des Templiers au Genetey, 1909
- Catalogue de la collection de la ferronnerie Loquet